# Omega Diatribe
Omega Diatribe ist eine Metal-Band aus Ungarn.

## Geschichte
Omega Diatribe wurde 2008 von Gitarrist Gergő Hájer (ex-SyCo I) und Bassist Ákos Szathmáry (ex-Blindfold) gegründet. Sie probten mit Jeromos Nagy, der Schlagzeug gespielt hat.
2010 verließ Jeromos Nagy die Band und wurde durch Dávid Metzger (von der Band Horda) als neuen Schlagzeuger ersetzt. Auch kam als zweiter Gitarrist Attila Császár von der Band Stopyt dazu. In 2011 kam Sänger Gergely Komáromi hinzu.
Omega Diatribe veröffentlichte Ende 2012 eine Demo mit drei Liedern. Am 21. Oktober 2013 hat Omega Diatribe ihr erstes Album Iapetus veröffentlicht. Das Album wurde durch den eigenen Gitarristen Gergő Hájer gemischt und gemastert. Das Artwork stammt von Dávid Metzger. Nach der Veröffentlichung von Iapetus erlangte die Band weltweite Aufmerksamkeit.
Das Album endete auf dem zweiten Platz in der Kategorie „Bestes Debütalbum des Jahres“ der ungarischen Metal Awards HangSúly. Danach trennte sich die Band vom Schlagzeuger Dávid Metzger.
Omega Diatribe hat am 16. Juni 2014 das Lied Hyrdozoan Periods mit dem amerikanischen Schlagzeuger Kevin Talley veröffentlicht.
Am 26. Februar 2015 hat die Band die EP Abstract Ritual mit Schlagzeuger Kevin Talley veröffentlicht.
Am Anfang des Jahres 2015 stieg Tommy Kiss als fester Schlagzeuger ein. Omega Diatribe hat einen Plattenvertrag abgeschlossen mit Independent Ear Records aus Amerika. Abstract Ritual wird in den USA neu veröffentlicht mit einem exklusiven Remix am 11. September.

## Diskografie
- 2012: Forty Minutes (Demo)
- 2013: Iapetus (Album)
- 2014: Hydrozoan Periods (Single)
- 2015: Abstract Ritual (EP)
- 2016: Contrist (Single)

## Videos
- Unshadowed Days